# مقاطعة خرمدره
مقاطعة خُـرَّمْدَرِّه هي إحدى مقاطعات محافظة زنجان الإيرانية، وقد بلغ عدد سكان هذه المقاطعة (وفقاً لإحصائيات عام 2006 م) حوالي 60,027 نسمة يتوزَّعون على 15,317 عائلة، وتتشكل هذه المقاطعة من ضاحية واحدة فقط؛ هي الضاحية المركزية، وعاصمتها مدينة خرمدره.